# Marasmius tageticolor
Marasmius tageticolor es una especie de hongo agárico de la familia Marasmiaceae. Sus cuerpos fructíferos tienen sombreros rayados de color rojo y blanco. Se extiende desde México hasta Sudamérica, crece en ramas.

## Taxonomía
Miles Joseph Berkeley, micólogo inglés, describió científicamente a Marasmius tageticolor por primera vez en 1856 a partir de recolecciones realizadas en Brasil. Señaló que «No se puede concebir nada más exquisito que el colorido de esta especie que es bastante común. Tiene los ricos matices de la caléndula africana». En 1898, Otto Kuntze propuso transferir el hongo a Chamaeceras, un género que desde entonces se ha incorporado a la sinonimia de Marasmius. M. tageticolor se clasifica en la sección Sicci, subsección Siccini, serie Leonini del género Marasmius.

## Descripción
La píleo es liso y convexo, mide de 10 a 17 mm de diámetro. Su coloración superficial presenta rayos radiales alternados de color rojo y beige claro. Tiene de 8 a 10 láminas espaciadas entre sí por cuerpo del fruto. Es de color rojo en la mitad superior cerca del sombrero y blanco en la mitad inferior no están fijas al estípite. Tiene lamélulas intercaladas entre algunas láminas largas. El estípite liso mide 3-4 cm de largo por 1 mm de ancho y tiene un color que va del rojo remolacha al marrón opaco. En la base del estípite hay un micelio algodonoso de color beige.
Las esporas de Marasmius tageticolor miden 17–19 μm por 3.5–4 μm. Son lisas, de paredes delgadas y de tipo inamiloides. Los basidios (células portadoras de esporas) tienen forma de garrote de 26-30 por 7-8 micras, tienen cuatro esporas y son hialinos (translúcidos).

## Hábitat y distribución
El hongo crece en ramas pequeñas y estípulas. Se ha registrado en México, América Central y América del Sur.